# 圣费利佩 (得克萨斯州)
圣费利佩（San Felipe）是美国得克萨斯州奥斯汀县的一个镇。
根据2000年美国人口普查，共有868人，其中白人占60.83%、非裔美国人占34.56%。